# Zarječa
Zarječa är ett samhälle i Bosnien och Hercegovina.   Det ligger i entiteten Republika Srpska, i den centrala delen av landet, 110 km norr om huvudstaden Sarajevo. Zarječa ligger 215 meter över havet och antalet invånare är 296.
Terrängen runt Zarječa är platt åt nordväst, men åt sydost är den kuperad. Närmaste större samhälle är Doboj, 11,2 km sydost om Zarječa. 
Omgivningarna runt Zarječa är en mosaik av jordbruksmark och naturlig växtlighet. Runt Zarječa är det ganska tätbefolkat, med 67 invånare per kvadratkilometer.